# نادي سبيزيا
نادي سبيزيا (بالإيطالية: Spezia Calcio)‏ هو نادي كرة قدم إيطالي يقع في مدينة لا سبيتسيا في إقليم ليغوريا بإيطاليا، تأسس عام 1906. يطلق عليه لقب بيانكونيري (بالإيطالية: Bianconeri)‏ (تعني بالعربية بالأبيض والأسود) و أكويليوتتي (بالإيطالية:  Aquilotti)‏ (تعني بالعربية النسور الصغار).
سيلعب الفريق بدءاً من موسم 2020–21 في دوري الدرجة الأولى الإيطالي للمرة الأولى في تاريخهم، بعدما تأهل من خلال الملحق المؤهل لدوري الدرجة الثانية بموسم 2019–20.
يخوض نادي سبيزيا مبارياته الرسمية على ملعب ستاد ألبرتو بيتشو والذي يتسع لحضور 10336 متفرج.

## اللاعبين
أبو المنصور الذهبي